# Подсосенье (Верховажский район)
Подсосенье — деревня в Верховажском районе Вологодской области.Родина Героя Советского Союза Ф.А.Стебенева.

Входит в состав Чушевицкого сельского поселения, с точки зрения административно-территориального деления — в Чушевицкий сельсовет.
Расстояние по автодороге до районного центра Верховажья — 47,8 км, до центра муниципального образования Чушевиц — 4 км. Ближайшие населённые пункты — Фоминогорская, Каменка, Мосеево.
По переписи 2002 года население — 35 человек (15 мужчин, 20 женщин). Всё население — русские.